# مسار الأندروجين الخلفي
مسار الأندروجين الخلفي هو المسؤول عن اصطناع الأندروجينات الناتجة منه فيزيولوجيًا. تبدأ هذه العملية من ستيروئيدات الكربون 21 (C21)، التي تُسمى أيضًا البريغنان، وتتضمن خطوة تسمى «أكسدة واختزال ألفا 5». لا يتطلب هذا المسار التكوين الوسيط لهرمون التستوستيرون، وعليه وُضع مصطلح «تجاوز التستوستيرون» للإشارة إلى هذه السمة المميزة لهذه الطريقة من الاصطناع الحيوي للأندروجين. تختلف هذه الميزة عن المسار الأندروجيني التقليدي، الذي يحتاج إشراك التستوستيرون وسيطًا في اصطناع الأندروجين.
تؤدي مسارات الأندروجين البديلة هذه دورًا مهمًا في النماء الجنسي المبكر للذكور. يمكن أن تنشط هذه المسارات في أي عمر لدى الأفراد المصابين بفرط تنسج الكظرية الخلقي بسبب نقص الإنزيمات مثل نقص هيدروكسيلاز 21 أو نقص السيتوكروم بي450 أوكسيدوريدوكتاز، ويرافق تنشيطها زيادة مستويات المركبات الطليعية مثل البروجسترون أو هيدروكسي بروجسترون ألفا 17. يمكن أن يؤدي هذا التنشيط إلى أعراض فرط الأندروجين مثل حب الشباب أو الشعرانية أو متلازمة المبيض متعدد الكيسات أو تضخم البروستات.
في المسار التقليدي، يُصطنع الديهدروتستوستيرون مباشرة من هرمون التستوستيرون بواسطة إنزيم مختزلة الألفا 5، وذلك في الدرجة الأولى في الأنسجة مثل غدة البروستات وجريبات الشعر والجلد. يعتمد كلا المسارين على مختزلة الألفا 5، لكن هذا الإنزيم يستخدم ستيروئيدات الكربون 21 (البريغنان) في مسار الأندروجين الخلفي، ما يسبب بدء سلسلة من التفاعلات الكيميائية التي تؤدي إلى إنتاج الديهدروتستوستيرون. أما في المسار التقليدي، تستهدف مختزلة الألفا 5 الرابطة المزدوجة 4,5 في هرمون التستوستيرون، وينتج الديهدروتستوستيرون مباشرة.
وُصف المسار الخلفي في البداية بأنه طريق الاصطناع الحيوي الذي يؤدي فيه اختزال الألفا 5 للهايدروكسي بروجسترون ألفا 17 إلى إنتاج الديهدروتستوستيرون. منذ ذلك الحين، اكتُشفت الكثير من المسارات الأخرى التي تؤدي إلى إنتاج الأندروجينات المؤكسجة 11 التي تُعد أيضًا مهمة من الناحية الفيزيولوجية.

## الوظيفة
تمتلك الأندروجينات التي ترتبط بمستقبلات الأندروجين وتنشطها الكثير من الوظائف الفيزيولوجية التي تُقسم في نوعين: أندروجينية (النماء الجنسي للذكور) وابتنائية (بناء العضلات والعظام). الآثار الابتنائية مهمة لتطور الذكور والإناث، وتكون مستويات الأندروجين أقل لدى الإناث. أهم الأندروجينات من الناحية الفيزيولوجية التستوستيرون والديهدروتستوستيرون، التي تُعد أندروجينات كلاسيكية لأن دورها في صحة الإنسان اكتُشف في ثلاثينيات القرن العشرين. في وقت لاحق من 2010، توضح دور الأندروجينات المؤكسجة 11 في صحة الإنسان، وهي كيتوتستوستيرون 11 وكيتوديهدروتستوستيرون 11، اللذين يرتبطان بمستقبلات الأندروجين البشري وينشطانها من خلال سمات الألفة والتفعيل والفاعلية التي تشبه تلك الموجودة في التستوستيرون والديهدروتستوستيرون على التوالي، وقد عُرفت الأندروجينات المؤكسجة 11 منذ فترة طويلة على أنها الأندروجينات الرئيسية في أسماك العظميات.
المسار الكيميائي الحيوي الرئيسي المنتج للتستوستيرون والديهدروتستوستيرون هو المسار التقليدي (الكلاسيكي) الذي ينطلق من بريجنينولون. يمكن إنتاج الديهدروتستوستيرون (دون التستوستيرون) من خلال المسار الخلفي الذي ينطلق من هيدروكسي بروجسترون ألفا 17 أو البروجسترون. تكون وظيفة مسارات الأندروجين الخلفية إنتاج الأندروجينات ذات الأهمية الفيزيولوجية ضمن الظروف العادية عندما يكون المسار التقليدي غير كاف، كما هو الحال في التمايز الجنسي المبكر للذكور. التمايز الجنسي هو عملية تحدد من خلالها الهرمونات النمط الظاهري التشريحي وخاصة نماء الأعضاء التناسلية. الديهدروتستوستيرون هو الهرمون الأندروجيني الأكثر أهمية، ويتشكل من خلال المسارين التقليدي والخلفي. يمكن الاصطناع البيولوجي لهرمون كيتوديهدروتستوستيرون 11، دون كيتوتستوستيرون 11، من المسار الخلفي أوكسي سي 11 انطلاقًا من البروجسترون. يمكن أن تسهم أندروجينات أوكسي سي 11 في أمراض فرط تنسج الكظرية الخلقي ومتلازمة المبيض متعدد الكيسات وسرطان البروستات.
يُنشط مسار الأندروجين الخلفي في أثناء النماء الطبيعي في الرحم ويؤدي إلى التمايز الجنسي المبكر للذكور. يؤدي الديهدروتستوستيرون الذي يُصطنع بواسطة هذا المسار دورًا مهمًا في نماء الخصائص الجنسية الذكرية، بما في ذلك تمايز ونضج الأعضاء التناسلية الخارجية للذكور وغدة البروستات والهياكل التناسلية الذكرية الأخرى. من خلال تجاوز الوسطاء التقليديين (الأندروستنديون والتستوستيرون)، يضمن هذا المسار النماء المناسب للسمات الجنسية الذكرية في المراحل الجنينية والجنينية المبكرة وفي التوقيت المناسب. يكون كلا المسارين التقليدي والخلفي ضروريين في النماء الجنيني الطبيعي للذكور. يمكن أن يؤدي الاضطراب في المسار الخلفي إلى التمايز الجنسي غير المكتمل أو الشاذ لدى الذكور. قد يؤدي هذا الاضطراب إلى تشوهات أو نقص نمو الأعضاء التناسلية الخارجية للذكور وغدة البروستات والبنى التناسلية الذكرية الأخرى. يمكن أن تختلف العواقب المحددة تبعًا لطبيعة الاضطراب وشدته وقد تؤدي إلى حالات مثل الأعضاء التناسلية المبهمة أو اضطرابات النمو الجنسي الأخرى، إذ لا تكون الخصائص الجسدية والجنسية للفرد متوافقة بوضوح مع الذكور النموذجيين، أي نقص التذكير لدى الأطفال الرضع الذكور. يشير نقص التذكير إلى عدم كفاية نماء الخصائص الذكرية بسبب آثار الأندروجينات التي تكون دون المعدل الطبيعي في الحياة الجنينية. قد تظهر بعد الولادة على هيئة أعضاء تناسلية ذكرية ضامرة بشكل ملحوظ.
وُصف المسار الخلفي للاصطناع الحيوي للديهدروتستوستيرون من هيدروكسي بروجسترون ألفا 17 إلى الديهدروتستوستيرون لأول مرة في الجرابيات وأُكد لاحقًا في البشر. يُعد المساران التقليدي والخلفي للاصطناع الحيوي للديهدروتستوستيرون ضروريان من أجل النماء الطبيعي للأعضاء التناسلية الذكرية في البشر. على هذا النحو، تؤدي العيوب في المسار الخلفي من هايدروكسي بروجسترون ألفا 17 أو البروجسترون إلى الديهدروتستوستيرون إلى نقص التذكير في الأجنة الذكور لأن البروجسترون في المشيمة هو المركب الطليعي للديهدروتستوستيرون عبر المسار الخلفي.
في حالة نقص 21 هيدروكسيلاز أو نقص السيتوكروم بّي450 أوكسيدوريدوكتاز، حتى الزيادة الطفيفة في مستويات هايدروكسي بروجسترون ألفا 17 المنتشرة قد تنشط هذا المسار، بغض النظر عن عمر المريض وجنسه.